# Mystromys albicaudatus
Il criceto dalla coda bianca (Mystromys albicaudatus Smith, 1834) è un roditore della famiglia dei Nesomiidi, unica specie del genere Mystromys (Wagner, 1841) e della sottofamiglia Mystromyinae, diffuso nell'Africa meridionale.

## Descrizione

### Dimensioni
Roditore di piccole dimensioni, con la lunghezza della testa e del corpo tra 105 e 184 mm, la lunghezza della coda tra 50 e 97 mm, la lunghezza del piede tra 24 e 30 mm, la lunghezza delle orecchie tra 20 e 28 mm e un peso fino a 113 g.

### Caratteristiche craniche e dentarie
Il cranio presenta una scatola cranica corta, le placche zigomatiche con il margine anteriore dritto e i fori palatali molto lunghi. La bolla timpanica è leggermente rigonfia, mentre il foro infra-orbitale è di forma ovale. Il processo coronoide della mandibola è allungato.  Gli incisivi sono ortodonti ed attraversati da due lievi creste longitudinali, i molari hanno una disposizione a coppia delle cuspidi piuttosto semplice.
Sono caratterizzati dalla seguente formula dentaria:

### Aspetto
Il corpo è tozzo ed è ricoperto di una pelliccia lunga, soffice, densa e lanosa. Le parti dorsali sono bruno-grigiastre con dei leggeri riflessi giallo-brunastri e la base dei peli grigia, mentre le parti ventrali sono bianco-grigiastre, più scure alla base. La testa è grande e larga ed è interamente grigia, tranne in qualche individuo dove sono presenti delle macchioline biancastre sopra ogni occhio e dietro ogni orecchio. I lati del muso e il labbro superiore è grigio o bianco, gli occhi sono relativamente grandi, mentre le vibrisse sono lunghe. Le orecchie sono grandi, scure, rivestite di peli marroni scuri e giallo-brunastri. Gli arti sono brevi ed interamente bianchi. Le zampe anteriori hanno quattro dita, quelle posteriori cinque e il loro dorso è ricoperto di peli biancastri, La pianta dei piedi è priva di peli. Tutte le dita sono munite di un artiglio affilato. La coda è corta meno della metà della lunghezza della testa e del corpo, non è colorata ed è densamente ricoperta di corti peli biancastri. Le femmine hanno due paia di mammelle inguinali.

## Biologia

### Comportamento
È una specie terricola e notturna, attiva particolarmente durante le piogge e poco sociale. Trascorre la giornata in buche o fratture del terreno o in sistemi di cunicoli con due entrate distanti tra loro 1,5–2 m. Possiede un metabolismo elevato ed una regolazione termica simile a quella mammiferi adattati ad ambienti freddi. Durante l'inverno non entra in letargo.

### Alimentazione
Possiede caratteristiche fisiologiche particolari, come una digestione simile a quella dei ruminanti, con una complessa microflora e la produzione di acidi gastrici attraverso la fermentazione di piante ricche di polisaccaridi nello stomaco. Ciò permette di nutrirsi di vegetali con difese chimiche non utilizzabili da altri animali.

### Riproduzione
Si riproduce in qualsiasi periodo dell'anno. Femmine gravide sono state osservate in gennaio, giugno e luglio. Danno alla luce 1-6 piccoli dopo una gestazione di 37 giorni. Alla nascita pesano 6,5 g ed aprono gli occhi dopo 16-20 giorni di vita. Vengono svezzati dopo 38 giorni. Le femmine raggiungono la maturità sessuale dopo 6 mesi. L'aspettativa di vita in cattività è di circa 6 anni.

## Distribuzione e habitat
Questa specie è diffusa nel Lesotho e nelle province sudafricane del Capo Orientale, Free State, Gauteng, KwaZulu-Natal, Mpumalanga, Capo Settentrionale, Nordovest e del Capo Occidentale.
Vive in arbusteti e prati dove è presente terreno argilloso con una buona copertura erbosa.

## Conservazione
La IUCN Red List, considerato che il suo areale si è ridotto del 51-80% negli ultimi 40 anni e oltre la metà è minacciata dall'agricoltura nei prossimi 10 anni, classifica M.albicaudatus come specie in pericolo (EN).